# Eugène Montfort
Eugène Jules Montfort est un écrivain français né le 7 février 1877 à Paris et mort le 12 décembre 1936 à Port-Vendres (Pyrénées-Orientales).

## Biographie
Eugène Montfort contribue avec Maurice Le Blond et Saint-Georges de Bouhélier à la création du mouvement littéraire appelé « naturisme ». En 1903 il fonde et dirige la revue Les Marges dont il est le seul rédacteur jusqu'en 1908. Il lance et dirige le 15 novembre 1908, avec la collaboration entre autres de Charles-Louis Philippe et d'André Gide, qui la cofinance, le premier numéro historique de La Nouvelle Revue française, mais une dissension à propos du sommaire, qui mettait en cause Stéphane Mallarmé, amène Gide à quitter la rédaction et à briser les liens avec Montfort, et, suivi par d'autres, à faire paraître trois mois plus tard un second « numéro un », édité cette fois par une association d'amis.
Il est l'auteur de romans, d'ouvrages de critique littéraire et d'essais sur des sujets divers.

## Œuvres
- Sylvie ou les émois passionnés (1896)
- Chair (1898)
- La chanson de Naples (1900)
- Essai sur l'amour (1899)
- Les cœurs malades (1904)
- Le chalet dans la montagne - Voyages vrais et imaginaires (Cinq nouvelles, E. Fasquelle, 1905)
- La Turque (1906)
- La maîtresse américaine (1906)
- Montmartre et les boulevards (1908)
- La Chanson de Naples (Fayard, 1909)
- En flânant de Messine à Cadix (1910)
- Les noces folles (1913)
- Ce que la France a fait pour ses alliés (vers 1917)
- Mon brigadier Triboulère (1918)
- La soirée perdue (1921)
- Brelan marin (1922)
- L'oubli des morts (1923)
- La belle enfant ou l'amour à quarante ans (1925)
- Un cœur vierge (1926), illustrations de Charles-Auguste Edelmann
- Petite bouillabaisse (1926)
- César Casteldor (1927)
- Camorra (1928)
- Cécile ou l'amour à dix-huit ans (1929)
- Choix de proses (1932)
- L'évasion manquée (1933)
- Un regard neuf sur les villes d'eaux - Vichy (1937)
- Apollinaire travesti (1948)
- Vingt-cinq ans de littérature française